# Sesbánie

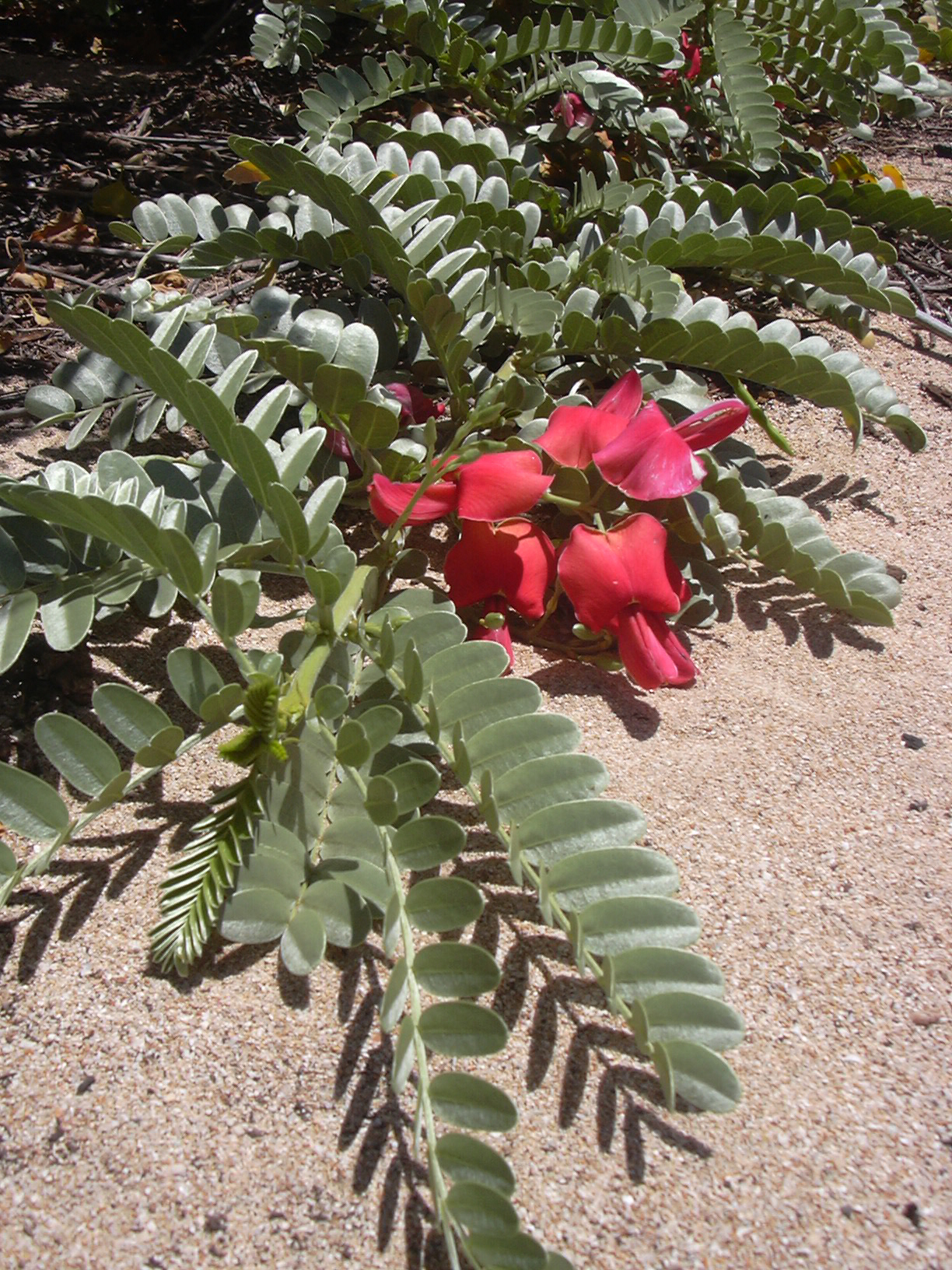
Sesbánie Sesbania tomentosa

Sesbánie (Sesbania) je rod rostlin z čeledi bobovité a jediný rod tribu Sesbanieae. Sesbánie jsou ponejvíce byliny a keře se zpeřenými listy a motýlovitými květy. Vyskytují se v počtu asi 50 druhů téměř po celém světě, od mírného pásu po tropy. V Evropě není tento rod zastoupen. Některé druhy mají nápadné veliké květy a jsou pěstovány v tropech jako okrasné rostliny.

## Popis
Sesbánie jsou jednoleté nebo vytrvalé byliny, keře nebo výjimečně i stromy. Listy jsou sudozpeřené, s velkým množstvím drobných lístků a s drobnými opadavými palisty. Jednotlivé lístky jsou celokrajné a řapíčkaté, na konci zaoblené. Květy jsou uspořádány v chudých úžlabních hroznech vyvíjejících se při koncích větévek. Kalich je široce zvonkovitý, s 5 navzájem podobnými zuby nebo výjimečně téměř dvoupyský. Koruna je povětšině žlutá, řidčeji bílá, červená, tmavě purpurová nebo různě skvrnitá, delší než kalich, se širokou pavézou a srpovitými křídly. Člunek je zahnutý a na konci zobanitý. Tyčinky jsou dvoubratré (9+1). Semeník je stopkatý, dlouhý, s mnoha vajíčky a tenkou zahnutou čnělkou nesoucí drobnou hlavatou bliznu. Lusky jsou dlouhé, krátce stopkaté, většinou pukavé a obsahují mnoho hnědých semen navzájem oddělených přehrádkami. 

## Rozšíření
Rod Sesbania zahrnuje asi 50-60 druhů rozšířených v tropických, subtropických i teplých temperátních oblastech Afriky, Asie, Austrálie i Ameriky. Některé druhy, např. sesbánie egyptská (Sesbania sesban) a Sesbania cannabina zdomácněly vlivem pěstování v tropech všech kontinentů, u druhu Sesbania sesban dokonce ani není známo odkud pochází.

## Taxonomie
Rod je řazen v taxonomii čeledi bobovité do tribu Sesbanieae a je jediným rodem tohoto tribu. V některých zdrojích je řazen do tribu Robinieae.

## Zástupci
- sesbánie egyptská (Sesbania sesban)
- sesbánie velkokvětá (Sesbania grandiflora)

## Význam
Sesbania cannabina, pocházející z australské oblasti, je v tropech pěstována jako zdroj lýkových vláken používaných zejména k výrobě pytlů a provazů. Některé druhy sesbánií jsou v tropech pěstovány jako zdroj kvalitní píce. Je to zejména sesbánie velkokvětá (Sesbania grandiflora), sesbánie egyptská (S. sesban), Sesbania aculeata a S. punctata. Některé druhy s velkými květy, např. Sesbania grandiflora a S. punicea, jsou v tropických zemích pěstovány jako okrasné rostliny. Mladé listy a květy S. grandiflora jsou jedlé a tento druh má také využití v medicíně. Semena Sesbania bispinosa jsou v indické medicíně zevně používána na kožní choroby. Další druhy, zejména Sesbania grandiflora a S. sesban, jsou používány jako adstringens.